# Линда Франсис Лий
Линда Франсис Лий (на английски: Linda Francis Lee) е американска писателка на произведения в жанра исторически и съвременен любовен роман.

## Биография и творчество
Линда Франсис Лий е родена в Тексас, САЩ. Завършва Тексаския технически университет с бакалавърска степен по реклама, след което учи геология и математика. Започва да пише за университетското списание. След дипломирането си работи като преподавател по теория на вероятностите и статистика. Тъй като мечтае да пише посещава литературни курсове и завършва творческо писане. Със съпруга си живеят на различни места в САЩ. През една студена зима започва отново да пише.
През 1994 г. е издаден първият ѝ роман „Texas Angel“.
Линда Франсис Лий живее със семейството си в Горен Уест Сайд в Манхатън.

## Произведения

### Самостоятелни романи
- Texas Angel (1994)
- Wild Hearts (1994)
- Blue Waltz (1996)
- Emerald Rain (1996)
- Crimson Lace (1997)
- The Ways of Grace (2002)
- Looking for Lacey (2003)
- The Wedding Diaries (2003)
- Tantrums & Tiaras (2008)
- Emily and Einstein (2011)
- The Glass Kitchen (2014)
Стъклената кухня, изд.: ИК „Апостроф“, София (2016), прев. Ани Младенова

### Серия „Пътят на гълъба“ (Dove's Way)
1. Dove's Way (2000)
2. Swan's Grace (2000)
3. Nightingale's Gate (2001)

### Серия „Секси“ (Sexy)
1. Suddenly Sexy (2004)
2. Sinfully Sexy (2004)
3. Simply Sexy (2004)

### Серия „Уилоу Крийк“ (Willow Creek)
1. The Devil in the Junior League (2006) – издаден и като „Ladies Who Lunch“
2. The Ex-Debutante (2008)

### Участие в общи серии с други писатели

#### Серия „Синове и дъщери“ (Sons and Daughters)
2. The Wallflower (1995)
от серията има още 5 романа от различни автори

### Новели
- The Matchmaker (2011)